# Pope-Waverley

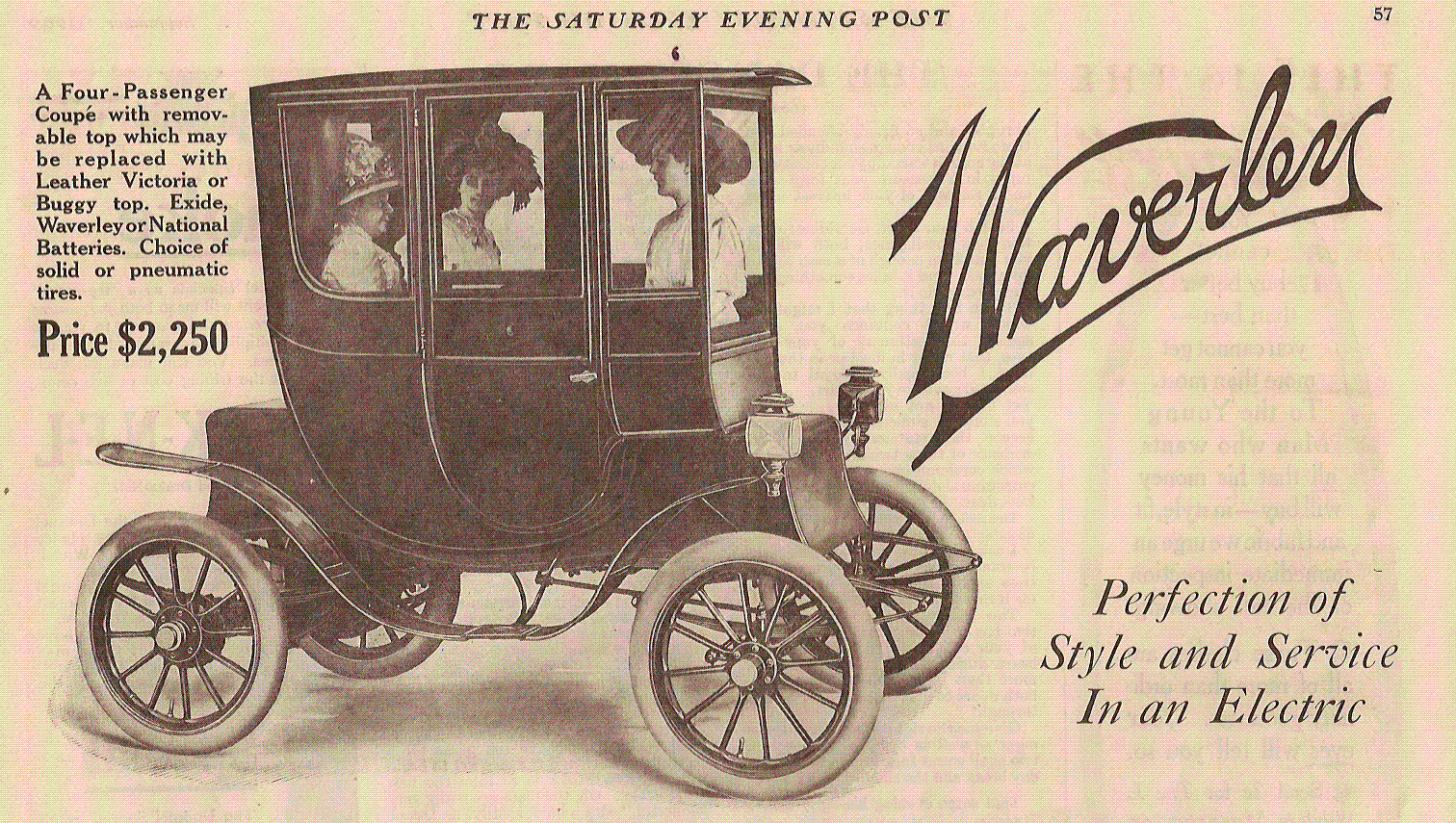
Реклама Waverley 1910 года.

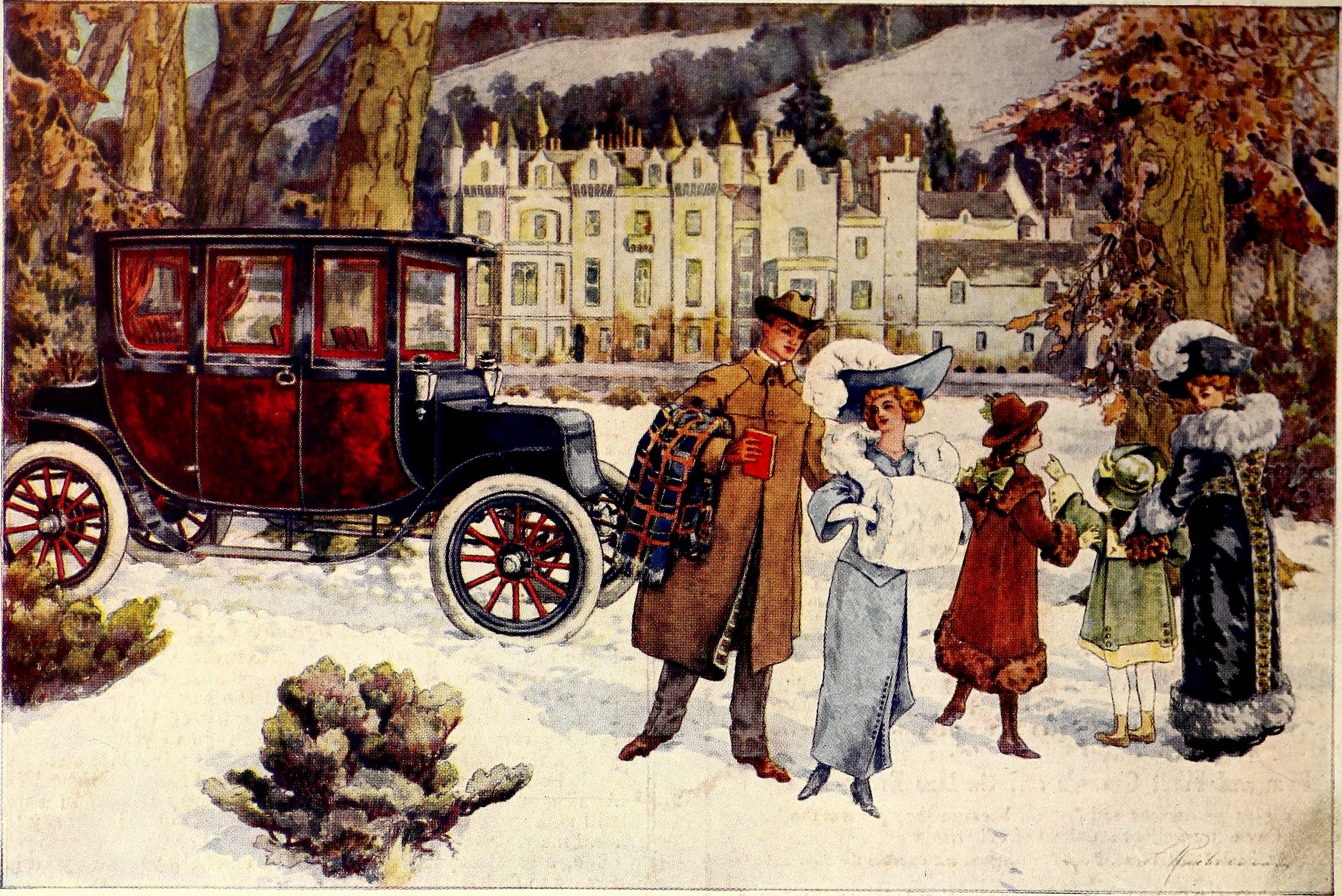
Waverley модель 98, 1912 год (модель 1913 года).

Pope-Waverley — название электромобилей, производимых компанией Pope Motor Car Company , Индианаполис, США.
Компания была основана в 1898 году под названием Indiana Bicycle Company. В 1900 году название было изменено на American Bicycle Company. В 1903 г. название изменилось на International Motor Car Company. В 1903 г. компания влилась в группу компаний, принадлежащую полковнику А. А. Поуп (A.A. Pope). Поуп основал свою компанию по производству велосипедов в 1877 году.
С 1908 по 1914 Indiana Bicycle Company вела независимую деятельность под названием Waverley Company.
Первая модель электромобиля под названием Pope-Waverley Chelsea была создана в 1904 году. 2-местный автомобиль с электродвигателем мощностью 2,2 кВт. (3 л.с.) продавался за $1100. Электродвигатель располагался в задней части автомобиля. Ведущие колёса — задние.
В 1904 г. также продавались электромобили:
Pope-Waverley Road Wagon. 2-местный автомобиль с кузовом для перевозки грузов. Продавался за $850. Электродвигатель мощностью 2,2 кВт. (3 л.с.) располагался в задней части автомобиля. Максимальная скорость 24 км/ч.
Pope-Waverley Edison Battery Wagon — 2-местный прототип с аккумуляторами Эдисона. Продавался за $2250.
1904 Pope-Waverley Tonneau — 5-местный. Продавался за $1800. Два электродвигателя мощностью по 2,2 кВт. (3 л.с.) каждый. Они развивали пиковую мощность 8,9 кВт. (12 л.с.). Максимальная скорость 24 км/ч.